# Claire Ellen Max
Claire Ellen Max (née le 29 septembre 1946) est une astronome américaine.

## Éducation
Elle a obtenu son baccalauréat universitaire au Radcliffe College en 1968 et son doctorat à l'université de Princeton en 1972.
Elle est membre depuis 2008 de l'Académie nationale des sciences.

## Distinctions
Elle a reçu plusieurs distinctions qui sont les suivantes :
- Membre, de l'Association américaine pour l'avancement des sciences,
- Membre, de l'Académie américaine des arts et des sciences,
- Le prix Ernest-Orlando-Lawrence, en 2004[3],
- La médaille James Madison (ru), en 2009[4].